# Aliye Berger
Aliye Berger, auch Aliye Berger-Boronai (* 1903 in Istanbul; † 9. August 1974 ebenda), war eine türkische Künstlerin.

## Leben

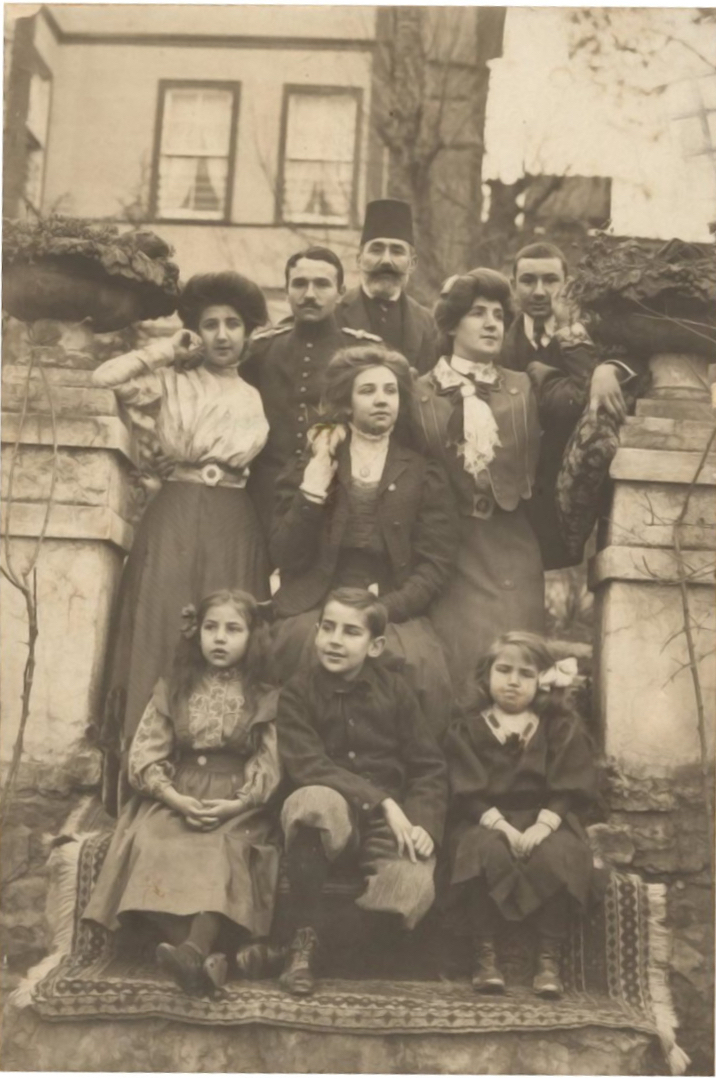
Familienbild aus dem Jahr 1910; vorne rechts sitzt Aliye Berger.

Berger wurde 1903 als Tochter des osmanischen Politikers Mehmed Şakir Pascha (1855–1914) auf der Insel Büyükada geboren. Ihr Bruder Cevat Şakir war ein bekannter Schriftsteller, ihre Schwester Fahrelnissa Zeid eine bekannte Künstlerin. Sie war die Tante der Keramikkünstlerin Füreya Koral und des Malers Nejat Devrim.
Berger besuchte das französischsprachige Lycée Notre Dame de Sion Istanbul und studierte dort Malerei und Musik (Klavier), konnte dieses Studium jedoch wegen des Ersten Weltkriegs nicht beenden, da die Schule geschlossen wurde. 1924 nahm sie Violinen-Unterricht bei Karl Berger-Boronoi. Die beiden wurden ein Paar und lebten viele Jahre zusammen, heirateten aber erst 1947. Nach nur sechs Monaten Ehe starb Karl Berger.
1935 bis 1939 lebte sie in Berlin und Paris, danach in London. Dort arbeitete sie drei Jahre bei John Buckland Wright. 1951 kehrte sie nach Istanbul zurück und hatte hier ihre erste Einzelausstellung. In dieser Zeit fertigte sie vor allem Radierungen und Stiche. Sie besaß die erste private Tiefdruckpresse in der Türkei. Ab Mitte der 1950er Jahre malte sie auch. Zu ihren bevorzugten Sujets zählten Landschaften und Stadtansichten von Istanbul.

## Auszeichnungen
- 1954: 1. Preis der Yapı Kredi Bankası anlässlich des AICA-Treffens in Istanbul[1]
- 1955: 2. Preis bei der Teheraner Biennale[1]

## Ausstellungen
- 1955: Biennale Teheran[1]
- 1960: 2. International Biennial Exhibition of Prints, Tokyo[2]
- 1967: Zeitgenössische türkische Malerei, Graphik, Plastik und Architektur, Linz[2]
- 1972: Biennale Alexandria[2]
- 2011/2012: Hayal ve Hakikat – Türkiye’den Modern ve Çağdaş Kadın Sanatçılar, İstanbul Modern[3]
- 2016: Anı ve Süreklilik – Huma Kabakçı Koleksiyonu’ndan Bir Seçki, Pera-Museum, Istanbul[4]